# Lilija Horiszna
Lilija Romaniwna Horiszna (ukr. Лілія Романівна Горішна; ur. 28 grudnia 1994) – ukraińska zapaśniczka startująca w stylu wolnym. Zajęła trzynaste miejsce na mistrzostwach świata w 2015 roku. 
Wicemistrzyni Europy w 2019. Piąta na igrzyskach europejskich w 2015. Trzecia na MŚ juniorów w 2012, 2013 i 2014, a także na ME juniorów w 2013 i 2014 i ME kadetów w 2011. Mistrzyni Europy U-23 w 2015 i 2017; druga w 2016 roku.
Absolwentka Lwowskiego Uniwersytetu Kultury Fizycznej.